# Die Mieterhöhung
Die Mieterhöhung ist die 14. Folge der Fernsehreihe Der Komödienstadel.

## Handlung
Anton Mandlbeck war Gefängnisoberaufseher und verwaltet für seine Nichte Claudia ein Mietshaus. Nun hat er die Miete erhöht, was dazu führt, dass sämtliche Mieter dagegen protestieren. Als ein ehemaliger Häftling, Franz Höllerer, im Haus auftaucht, erzählt er den Bewohnern, dass ein Konzern das Mithaus kaufen könnte. Daraufhin akzeptieren alle die Mieterhöhung in der Hoffnung auf eine neue Wohnung und eine Abfindung. Anfangs nur als Möglichkeit beschrieben, wird nach einem Anruf von Zawopek ein Konzern auf das Gebäude aufmerksam. Somit wird Hauskauf mit seinen Folgen Realität. Sigi Pfund und Claudia sowie Guggi und Zawopek feinern Verlobung. Am Ende kehrt Anton Mandlbeck in den Gefängnisdienst zurück.

## Produktion
Die Erstausstrahlung fand am 23. Juli 1966 statt.